# مايكل دوغان
مايكل دوغان (بالإنجليزية: Michael Dugan)‏ هو كاتب وشاعر أسترالي، ولد في 1947، وتوفي في 16 مارس 2006.